# 신치역
신치역(Sinchi station, 新峙驛)은 강원특별자치도 정선군 정선읍에 위치했던 정선선의 폐지된 철도역이다. 역명은 주변에 있는 신치마을에서 역 이름을 따왔다. 1980년대 초반까지만 하여도 존재했지만 오래전, 마을에 딱히 교통수단이 없었을 때 임시로 세워진 승강장이었으며 현재 역의 흔적이 거의 남아 있지 않다.